# Muhajirin (Deleng Pokhkisen)
Muhajirin is een bestuurslaag in het regentschap Aceh Tenggara van de provincie Atjeh, Indonesië. Muhajirin telt 145 inwoners (volkstelling 2010).